# 최송현
최송현(崔松賢, 1982년 4월 11일~ )은 대한민국의 배우, 전 아나운서이다.

## 경력
| 연도          | 사항                                               |
| ------------- | -------------------------------------------------- |
| 2006.1~2008.6 | KBS 32기 공채 아나운서 (KBS 창원방송총국 지역근무) |
| 2011.10       | 한국공정거래조정원 홍보대사                        |
| 2011.12~      | 바이쏭 대표                                        |
| 2013.2        | 주택금융공사 보금자리론 홍보대사                   |
| 2013.11       | 제1대 육군 홍보위원                                |

## 학력
- 1995년 : 서울도곡초등학교 (졸업)
- 1998년 : 역삼중학교 (졸업)
- 2001년 : 개포고등학교 (졸업)
- 2001년 : 경희대학교 언론정보학과 입학
- 2006년 : 연세대학교 신문방송학과 학사
- 2013년 : 고려대학교 언론대학원 방송영상학 석사 수료

## 연기/진행 활동

### 드라마
| 연도 | 방송사   | 제목                       | 배역              | 비고     |
| ---- | -------- | -------------------------- | ----------------- | -------- |
| 2008 | SBS      | 식객                       | 요리대결 진행자   |          |
| 2009 | SBS      | 그대, 웃어요               | 홍선희            |          |
| 2009 | tvN      | 미세스타운 - 남편이 죽었다 | 재키 정           |          |
| 2010 | SBS      | 검사 프린세스              | 진정선            |          |
| 2010 | KBS2     | 부자의 탄생                | 석봉의 어머니     | 특별출연 |
| 2010 | KBS2     | 프레지던트                 | 나주리            |          |
| 2011 | tvN      | 로맨스가 필요해            | 강현주            |          |
| 2012 | MBC      | 그대 없인 못살아           | 김도희            |          |
| 2012 | tvN      | 로맨스가 필요해 2012       | 강현주            | 특별출연 |
| 2013 | OCN      | 특수사건 전담반 TEN 2      | 윤서현            | 특별출연 |
| 2013 | tvN      | 감자별 2013QR3             | 노보영            |          |
| 2014 | MBC      | 마마                       | 나세나            |          |
| 2016 | OCN      | 뱀파이어 탐정              | 서승희            |          |
| 2016 | 웹드라마 | 리얼터                     | 주선영            |          |
| 2016 | KBS2     | 공항 가는 길               | 한지은            |          |
| 2017 | KBS2     | 월계수 양복점 신사들       | 이연희            | 특별출연 |
| 2017 | tvN      | 시카고 타자기              | 제작발표회 사회자 | 특별출연 |

### 영화
| 연도 | 제목            | 배역   | 비고     |
| ---- | --------------- | ------ | -------- |
| 2009 | 인사동 스캔들   | 공수정 |          |
| 2009 | 걸프렌즈        | 수경   | 특별출연 |
| 2010 | 심야의 FM       | 박경양 |          |
| 2012 | 영건 탐정사무소 | 송현   |          |

### 뮤지컬
- 2010년 ~ 2011년 《플라이 보이》

### 진행
- 2006년: KBS창원1TV 《열려라 동요세상 (창원)》(2006년 11월 24일~2007년 3월 30일)
- 2007년: KBS1 《과학카페》(2007년 5월 5일~2008년 6월 7일)
- 2007년: KBS2 《상상플러스》
- 2008년: KBS2 《KBS 일요뉴스타임》 대리진행
- 2008년: KBS2 《좋은나라 운동본부》
- 2010년: CGV 《주말 N 영화》
- 2012년: QTV 《7번가의 기적》
- 2012년: MBC 《일밤 - 남심여심》
- 2013년: E채널 《대한민국 사건파일 NO.5》

### 예능
- 2016년 SBS 《정글의 법칙》
- 2019년 MBC 《미스터리 음악쇼 복면가왕》 - 지 젤로 노래 잘합니더~ 지젤 <참가자>
- 2020년 MBC 《부러우면 지는거다》

## 수상
- 2007년 KBS 연예대상 MC부문 여자신인상
- 2012년 제7회 대한민국나눔대상 외교통상통일위원장상